# Liste des œuvres de Robert Schumann

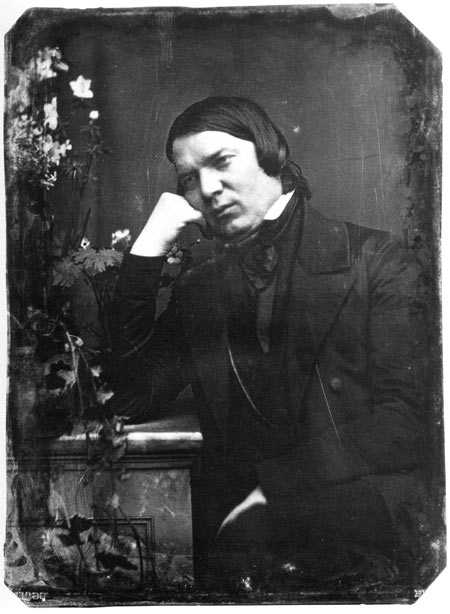
Robert Schumann, daguerréotype de mars 1850.

Robert Schumann a composé 268 œuvres. Il a abordé presque tous les genres appréciés de son temps : œuvres symphoniques, concertantes, pour piano, vocales, musique de chambre et un opéra.
Les 180 œuvres publiées et numérotées sont désignées  soit par un numéro d’opus, soit par les références WoO (Werke ohne Opuszahl, littéralement œuvre sans numéro d'opus), ou H/L WoO (catalogue des œuvres sans numéro d'opus établi par Kurt Hofmann et Sigmar Keil en 1982).
Après la mort du compositeur en 1856, de nombreuses pièces non destinées à la publication ont été retrouvées : plans de composition, fragments, œuvres complètes ou inachevées.

## Classification  des œuvres
Œuvres numérotées
Parmi  les  268 œuvres, seulement 180 sont numérotées :   
- 148 sont  désignées par un numéro d’opus (op.), dont 135 attribués du vivant de Schumann et 13 posthumes ;
- 32 sont désignées par les abréviations « H/K WoO » ou « WoO ». Il s’agit de la liste établie en 1982 par les musicologues allemands Kurt Hofmann et Sigmar Keil (d’où l’abréviation H/K WoO).
Antérieurement à celle-ci, avait été établie une autre liste, également désignée par l'abréviation «WoO», qui regroupait 8 œuvres publiées ou préparées pour la publication par Schumann lui-même. Hofmann et Keil les ont reprises et intégrées dans leur nouvelle classification en leur attribuant des numéros différents,,.
Par commodité, les 32 œuvres répertoriées « H/K WoO » sont le plus souvent désignées par l’abréviation «WoO», avec les numéros attribués par Hofmann et Keil, y compris les 8 de la liste de Schumann.
Œuvres non numérotées
Dans un ouvrage publié en 2003, la musicologue américaine Margit L. McCorkle a répertorié les œuvres non numérotées car non destinées à être publiées (plans de compositions, fragments inachevés, œuvres complètes n’ayant jamais été interprétées en public, pièces détruites par Clara…), retrouvées dans la succession Schumann. Parmi ces pièces, 20 d’entre elles ont été reprises par Schumann, partiellement ou en totalité, dans certaines des œuvres numérotées (opus, WoO  ou H/K WoO mentionnées précédemment). Elles sont répertoriées et classifiées dans le Robert-Schumann-Werkverzeichnis (RSW) (Catalogue des œuvres de Robert Schumann),.
Dans les classifications ci-après ne figurent que les œuvres numérotées.

## Classification par genres
Dans le tableau suivant figurent les 148 opus, 3 des œuvres répertoriées WoO (3, 23, 29), auxquelles ont été ajoutées 2 œuvres publiées non numérotées :
| Type               | Titre                                                                | Tonalité                      | Numéro d'opus | Composition          | Commentaires                                                                     | Partition |
| ------------------ | -------------------------------------------------------------------- | ----------------------------- | ------------- | -------------------- | -------------------------------------------------------------------------------- | --------- |
| Œuvre symphonique  | Symphonie en sol mineur                                              | sol mineur                    | WoO 29        | 1833                 | dite « Zwickau »                                                                 |           |
| Œuvre symphonique  | Symphonie no 1                                                       | si bémol majeur               | op. +038,     | 1841                 | dite « le Printemps »                                                            | Partition |
| Œuvre symphonique  | Ouverture Scherzo et Finale pour orchestre (en)                      |                               | op. +052,     | 1841-1845            |                                                                                  |           |
| Œuvre symphonique  | Symphonie no 2                                                       | ut majeur                     | op. +061,     | 1845-1846            |                                                                                  | Partition |
| Œuvre symphonique  | Symphonie no 3                                                       | mi bémol majeur               | op. +097,     | 1850                 | dite « Rhénane »                                                                 | Partition |
| Œuvre symphonique  | Ouverture de La Fiancée de Messine                                   |                               | op. +100,     | 1851-1852            |                                                                                  |           |
| Œuvre symphonique  | Manfred, musique de scène pour le texte de Byron                     |                               | op. +115,     | 1848-1849            |                                                                                  | Partition |
| Œuvre symphonique  | Symphonie no 4                                                       | ré mineur                     | op. +120,     | 1841                 | Remaniée en 1851                                                                 | Partition |
| Œuvre symphonique  | Jules César (ouverture) (en)                                         |                               | op. +128,     | 1851                 |                                                                                  |           |
| Œuvre symphonique  | Ouverture d'Hermann et Dorothée                                      |                               | op. +136,     | 1851                 |                                                                                  |           |
| Œuvre concertante  | Concerto pour piano et orchestre                                     | la mineur                     | op. +054,     | 1841-1845            |                                                                                  | Partition |
| Œuvre concertante  | Konzertstücke pour quatre cors et orchestre                          | fa majeur                     | op. +086,     | 1849                 |                                                                                  |           |
| Œuvre concertante  | Introduction et Allegro appassionato pour piano et orchestre         | sol majeur                    | op. +092,     | 1849                 |                                                                                  |           |
| Œuvre concertante  | Concerto pour violoncelle                                            | la mineur                     | op. +129,     | 1850                 |                                                                                  |           |
| Œuvre concertante  | Fantaisie pour violon et orchestre                                   | ut majeur                     | op. +131,     | 1853                 |                                                                                  |           |
| Œuvre concertante  | Allegro de concert avec Introduction pour piano et orchestre         |                               | op. +134,     | 1853                 |                                                                                  |           |
| Œuvre concertante  | Concerto pour violon et orchestre                                    | ré mineur                     | WoO 23        | 1853                 |                                                                                  |           |
| Œuvre pour piano   | Variations Abegg                                                     | fa majeur                     | op. +001,     | 1829-1830            |                                                                                  |           |
| Œuvre pour piano   | Papillons                                                            | ré majeur                     | op. +002,     | 1829-1830            |                                                                                  | Partition |
| Œuvre pour piano   | Six études d'après des Caprices de Paganini                          |                               | op. +003,     | 1832                 |                                                                                  | Partition |
| Œuvre pour piano   | Intermezzi                                                           |                               | op. +004,     | 1832                 |                                                                                  | Partition |
| Œuvre pour piano   | Impromptus sur un thème de Clara Wieck                               |                               | op. +005,     | 1832                 |                                                                                  |           |
| Œuvre pour piano   | Davidsbündlertänze                                                   |                               | op. +006,     | 1837                 |                                                                                  | Partition |
| Œuvre pour piano   | Toccata                                                              | Ut majeur                     | op. +007,     | 1829-1832            |                                                                                  |           |
| Œuvre pour piano   | Allegro                                                              |                               | op. +008,     | 1831                 |                                                                                  |           |
| Œuvre pour piano   | Carnaval                                                             |                               | op. +009,     | 1833-1835            |                                                                                  |           |
| Œuvre pour piano   | Six études de concert sur les Caprices de Paganini                   |                               | op. +010,     | 1833                 |                                                                                  |           |
| Œuvre pour piano   | Sonate no 1                                                          | fa dièse mineur               | op. +011,     | 1832                 |                                                                                  |           |
| Œuvre pour piano   | Phantasiestücke                                                      |                               | op. +012,     | 1837                 |                                                                                  | Partition |
| Œuvre pour piano   | Études symphoniques                                                  |                               | op. +013,     | 1837                 |                                                                                  |           |
| Œuvre pour piano   | Sonate pour piano no 3 (en)                                          | fa mineur                     | op. +014,     | 1835 révisée en 1853 |                                                                                  |           |
| Œuvre pour piano   | Scènes d'enfants                                                     |                               | op. +015,     | 1838                 |                                                                                  | Partition |
| Œuvre pour piano   | Kreisleriana                                                         |                               | op. +016,     | 1838                 |                                                                                  | Partition |
| Œuvre pour piano   | Fantaisie                                                            | ut majeur                     | op. +017,     | 1836-1838            |                                                                                  | Partition |
| Œuvre pour piano   | Arabeske                                                             |                               | op. +018,     | 1838                 |                                                                                  |           |
| Œuvre pour piano   | Blumenstück (en)                                                     |                               | op. +019,     | 1839                 |                                                                                  |           |
| Œuvre pour piano   | Grande Humoresque                                                    |                               | op. +020,     | 1838                 |                                                                                  |           |
| Œuvre pour piano   | Huit Novelettes                                                      |                               | op. +021,     | 1838                 |                                                                                  |           |
| Œuvre pour piano   | Sonate no 2                                                          | sol mineur                    | op. +022,     | 1838                 |                                                                                  |           |
| Œuvre pour piano   | Nachtstücke                                                          |                               | op. +023,     | 1839                 |                                                                                  | Partition |
| Œuvre pour piano   | Carnaval de Vienne                                                   |                               | op. +026,     | 1839-1840            |                                                                                  | Partition |
| Œuvre pour piano   | Drei Romanzen                                                        |                               | op. +028,     | 1839                 |                                                                                  |           |
| Œuvre pour piano   | Quatre Pièces:Scherzo, Gigue, Romance et Fughetta                    |                               | op. +032,     | 1838-1839            |                                                                                  |           |
| Œuvre pour piano   | Études pour piano à pédalier                                         |                               | op. +056,     | 1845                 |                                                                                  |           |
| Œuvre pour piano   | Quatre esquisses pour piano à pédalier                               |                               | op. +058,     | 1845                 |                                                                                  |           |
| Œuvre pour piano   | Six fugues sur le nom de Bach pour piano à pédalier ou orgue         |                               | op. +060,     | 1845                 |                                                                                  |           |
| Œuvre pour piano   | Album pour la jeunesse                                               |                               | op. +068,     | 1848                 |                                                                                  |           |
| Œuvre pour piano   | Quatre fugues pour piano                                             |                               | op. +072,     | 1845                 |                                                                                  |           |
| Œuvre pour piano   | Quatre marches pour piano                                            |                               | op. +076,     | 1849                 |                                                                                  |           |
| Œuvre pour piano   | Cinq chants avec accompagnement au piano                             |                               | op. +077,     | 1840                 |                                                                                  |           |
| Œuvre pour piano   | Waldszenen                                                           |                               | op. +082,     | 1848-1849            |                                                                                  |           |
| Œuvre pour piano   | Bunte Blätter (en) pour piano                                        |                               | op. +099,     | 1836–1849            |                                                                                  |           |
| Œuvre pour piano   | Trois Fantasiestücke pour piano                                      |                               | op. +111,     | 1851                 |                                                                                  |           |
| Œuvre pour piano   | Trois sonates pour la jeunesse                                       |                               | op. +118,     | 1853                 |                                                                                  |           |
| Œuvre pour piano   | Albumblätter (en) pour piano                                         |                               | op. +124,     | 1854                 |                                                                                  |           |
| Œuvre pour piano   | Sept pièces en forme de fugue pour le piano                          |                               | op. +126,     | 1853                 |                                                                                  |           |
| Œuvre pour piano   | Chants de l'aube                                                     |                               | op. +133,     | 1853                 |                                                                                  |           |
| Œuvre pour piano   | Variations sur le thème de l'esprit (Geisterthema)                   | mi bémol majeur               | (sans)        | 1854                 |                                                                                  |           |
| Œuvre vocale       | Liederkreis opus 24 (en), neuf lieder                                |                               | op. +024,     | 1840                 | sur des textes de Heinrich Heine                                                 |           |
| Œuvre vocale       | Myrthen (en)                                                         |                               | op. +025,     | 1840                 |                                                                                  |           |
| Œuvre vocale       | Lieder und Gesänge                                                   |                               | op. +027,     | 1840                 |                                                                                  |           |
| Œuvre vocale       | Trois poèmes de Geibel                                               |                               | op. +029,     | 1840                 |                                                                                  |           |
| Œuvre vocale       | Trois lieder sur des textes de Geibel                                |                               | op. +030,     | 1840                 |                                                                                  |           |
| Œuvre vocale       | Trois chants sur des textes de Chamisso                              |                               | op. +031,     | 1840                 |                                                                                  |           |
| Œuvre vocale       | Quatre duos pour soprano et ténor                                    |                               | op. +034,     | 1840                 |                                                                                  |           |
| Œuvre vocale       | Douze chants sur des textes de Kerner                                |                               | op. +035,     | 1840                 |                                                                                  |           |
| Œuvre vocale       | Six chants sur des textes de Reinick                                 |                               | op. +036,     | 1840                 |                                                                                  |           |
| Œuvre vocale       | Douze chants sur le Liebesfrühling de Rückert                        |                               | op. +037,     | 1840                 |                                                                                  |           |
| Œuvre vocale       | Liederkreis sur des textes d'Eichendorff                             |                               | op. +039,     | 1840                 |                                                                                  |           |
| Œuvre vocale       | Cinq chants avec piano                                               |                               | op. +040,     | 1840                 |                                                                                  |           |
| Œuvre vocale       | L'amour et la vie d'une femme                                        |                               | op. +042,     | 1840                 | sur des textes de Chamisso                                                       | Partition |
| Œuvre vocale       | Trois chants à deux voix avec piano                                  |                               | op. +043,     | 1840                 |                                                                                  |           |
| Œuvre vocale       | Trois Romanzen und Balladen                                          |                               | op. +045,     | 1840                 |                                                                                  |           |
| Œuvre vocale       | Les Amours du poète sur des textes de Heinrich Heine                 |                               | op. +048,     | 1840                 |                                                                                  | Partition |
| Œuvre vocale       | Trois Romanzen und Balladen                                          |                               | op. +049,     | 1840                 |                                                                                  |           |
| Œuvre vocale       | Cinq chants                                                          |                               | op. +051,     | 1840-1846            |                                                                                  |           |
| Œuvre vocale       | Trois Romanzen und Balladen                                          |                               | op. +053,     | 1840                 |                                                                                  |           |
| Œuvre vocale       | Belsazar, ballade sur un texte de Heinrich Heine                     |                               | op. +057,     | 1840                 |                                                                                  |           |
| Œuvre vocale       | Trois Romanzen und Balladen                                          |                               | op. +064,     | 1841-1847            |                                                                                  |           |
| Œuvre vocale       | Quatre duos pour Soprano tenor et piano                              |                               | op. +078,     | 1849                 |                                                                                  |           |
| Œuvre vocale       | Album de chants pour la jeunesse                                     |                               | op. +079,     | 1849                 |                                                                                  |           |
| Œuvre vocale       | Trois chants avec piano                                              |                               | op. +083,     | 1850                 |                                                                                  |           |
| Œuvre vocale       | Der Handschuh, ballade pour chant et piano sur un poème de Schiller  |                               | op. +087,     | 1850                 |                                                                                  |           |
| Œuvre vocale       | Six chants avec piano                                                |                               | op. +089,     | 1850                 |                                                                                  |           |
| Œuvre vocale       | Sept chants avec piano                                               |                               | op. +090,     | 1850                 |                                                                                  |           |
| Œuvre vocale       | Trois chants sur un texte hébraïque de Byron avec piano ou harpe     |                               | op. +095,     | 1849                 |                                                                                  |           |
| Œuvre vocale       | Cinq chants avec piano                                               |                               | op. +096,     | 1850                 |                                                                                  |           |
| Œuvre vocale       | Neuf chants tirés de Wilhelm Meister avec piano                      |                               | op. +098,a    | 1849                 |                                                                                  |           |
| Œuvre vocale       | Mädchenlieder, duos vocaux                                           |                               | op. +103,     | 1851                 |                                                                                  |           |
| Œuvre vocale       | Sept lieder avec piano                                               |                               | op. +104,     | 1851                 |                                                                                  |           |
| Œuvre vocale       | Schön Hedwig, ballade déclamée avec accompagnement de piano          |                               | op. +106,     | 1849                 |                                                                                  |           |
| Œuvre vocale       | Six chants avec piano                                                |                               | op. +107,     | 1851-1852            |                                                                                  |           |
| Œuvre vocale       | Quatre Husarenlieder                                                 |                               | op. +117,     | 1840                 |                                                                                  |           |
| Œuvre vocale       | Trois chants avec piano                                              |                               | op. +119,     | 1851                 |                                                                                  |           |
| Œuvre vocale       | Trois ballades à déclamer avec accompagnement de piano               |                               | op. +122,     | 1852-1853            |                                                                                  |           |
| Œuvre vocale       | Cinq chants avec piano                                               |                               | op. +125,     | 1850-1851            |                                                                                  |           |
| Œuvre vocale       | Cinq chants ou lieder avec piano                                     |                               | op. +127,     | 1828                 |                                                                                  |           |
| Œuvre vocale       | Cinq Gedichte der Königin Maria Stuart                               |                               | op. +135,     | 1852                 |                                                                                  |           |
| Œuvre vocale       | Quatre chants avec piano                                             |                               | op. +142,     | 1852                 |                                                                                  |           |
| Œuvre chorale      | Scènes de Faust de Goethe                                            |                               | WoO 3         | 1844 - 1853          |                                                                                  |           |
| Œuvre chorale      | Six chants à quatre voix d'hommes                                    |                               | op. +033,     | 1840                 |                                                                                  |           |
| Œuvre chorale      | Le Paradis et la Péri pour chœur, soli et orchestre                  |                               | op. +050,     | 1843                 |                                                                                  |           |
| Œuvre chorale      | Cinq chants sur des textes de Burns pour chœur mixte                 |                               | op. +055,     | 1846                 |                                                                                  |           |
| Œuvre chorale      | Quatre chants pour chœur mixte                                       |                               | op. +059,     | 1846                 |                                                                                  |           |
| Œuvre chorale      | Trois chants pour chœur d'hommes                                     |                               | op. +062,     | 1847                 |                                                                                  |           |
| Œuvre chorale      | Ritornellen, canons pour chœur d'hommes                              |                               | op. +065,     | 1847                 |                                                                                  |           |
| Œuvre chorale      | Cinq romances et ballades pour chœur                                 |                               | op. +067,     | 1849                 |                                                                                  |           |
| Œuvre chorale      | Six romances pour chœur de femme et piano                            |                               | op. +069,     | 1849                 |                                                                                  |           |
| Œuvre chorale      | Adventlied pour soli chœur et orchestre                              |                               | op. +071,     | 1848                 |                                                                                  |           |
| Œuvre chorale      | Spanisches Liederspiel pour quatuor vocal et piano                   |                               | op. +074,     | 1849                 |                                                                                  |           |
| Œuvre chorale      | Cinq Romanzen und Balladen pour chœur                                |                               | op. +075,     | 1849                 |                                                                                  |           |
| Œuvre chorale      | Genoveva, opéra en quatre actes                                      |                               | op. +081,     | 1847-1849            |                                                                                  |           |
| Œuvre chorale      | Chant d'adieu, pour chœur et orchestre                               |                               | op. +084,     | 1847                 |                                                                                  |           |
| Œuvre chorale      | Six Romances pour chœur de femmes                                    |                               | op. +091,     | 1849                 |                                                                                  |           |
| Œuvre chorale      | Motet Verzweifle nicht, pour double chœur et orgue                   |                               | op. +093,     | 1849-1852            |                                                                                  |           |
| Œuvre chorale      | Requiem für Mignon tiré de Wilhelm Meister                           |                               | op. +098,b    | 1849                 |                                                                                  |           |
| Œuvre chorale      | Minnespiel pour quatre soliste et piano                              |                               | op. +101,     | 1840                 |                                                                                  |           |
| Œuvre chorale      | Nachtlied pour chœur et orchestre                                    |                               | op. +108,     | 1849                 |                                                                                  |           |
| Œuvre chorale      | Der Rose Pilgerfahrt, pour soli chœur et orchestre                   |                               | op. +112,     | 1851                 |                                                                                  |           |
| Œuvre chorale      | Trois chants pour chœur féminin                                      |                               | op. +114,     | 1851                 |                                                                                  |           |
| Œuvre chorale      | Der Königssohn, balade pour soli chœur et orchestre                  |                               | op. +116,     | 1851                 |                                                                                  |           |
| Œuvre chorale      | Ouverture pour le festival Rheinweild avec ténor, chœur et orchestre |                               | op. +123,     | 1852-1853            |                                                                                  |           |
| Œuvre chorale      | Cinq chants de chasse pour chœur d'homme et quatre cors              |                               | op. +137,     | 1849                 |                                                                                  |           |
| Œuvre chorale      | Spanische Liebeslieder, pour solistes et quatre mains                |                               | op. +138,     | 1849                 |                                                                                  | Partition |
| Œuvre chorale      | Des Sängers Fluch pour soli chœur et orchestre                       |                               | op. +139,     | 1852                 |                                                                                  |           |
| Œuvre chorale      | Vom Pagen und der Königstocher                                       |                               | op. +140,     | 1852                 |                                                                                  |           |
| Œuvre chorale      | Quatre chants pour double chœur                                      |                               | op. +141,     | 1849                 |                                                                                  |           |
| Œuvre chorale      | Das Glück vom Edenhall pour soli chœur et orchestre                  |                               | op. +143,     | 1852                 |                                                                                  |           |
| Œuvre chorale      | Neujahrslied pour chœur et orchestre                                 |                               | op. +144,     | 1849-1850            |                                                                                  |           |
| Œuvre chorale      | Cinq Romanzen und Balladen                                           |                               | op. +145,     | 1849-1851            |                                                                                  |           |
| Œuvre chorale      | Cinq Romanzen und Balladen                                           |                               | op. +146,     | 1849-1851            |                                                                                  |           |
| Œuvre chorale      | Messe                                                                | ut mineur                     | op. +147,     | 1852-1853            |                                                                                  |           |
| Œuvre chorale      | Requiem pour chœur et orchestre                                      |                               | op. +148,     | 1852                 |                                                                                  | Partition |
| Musique de chambre | Trois quatuors à cordes                                              | la mineur fa majeur la majeur | op. +041,     | 1842                 |                                                                                  |           |
| Musique de chambre | Quintette pour piano                                                 | mi bémol majeur               | op. +044,     | 1842                 |                                                                                  |           |
| Musique de chambre | Andante et Variations pour deux pianos                               |                               | op. +046,     | 1843                 |                                                                                  |           |
| Musique de chambre | Quatuor avec piano (en)                                              | mi bémol majeur               | op. +047,     | 1842                 |                                                                                  | Partition |
| Musique de chambre | Trio no 1 avec piano                                                 | ré mineur                     | op. +063,     | 1847                 |                                                                                  |           |
| Musique de chambre | Bilder aus dem Osten pour piano à quatre mains                       |                               | op. +066,     | 1848                 |                                                                                  | Partition |
| Musique de chambre | Adagio et Allegro pour cor (ou violoncelle, ou violon) et piano      |                               | op. +070,     | 1849                 |                                                                                  |           |
| Musique de chambre | Trois Fantasiestücke pour clarinette et piano                        |                               | op. +073,     | 1849                 |                                                                                  |           |
| Musique de chambre | Trio pour piano et cordes no 2                                       | fa majeur                     | op. +080,     | 1849                 |                                                                                  |           |
| Musique de chambre | Douze duos, piano                                                    |                               | op. +085,     | 1849                 |                                                                                  |           |
| Musique de chambre | Quatre Fantasiestücke, pour violon, violoncelle et piano             |                               | op. +088,     | 1842                 |                                                                                  |           |
| Musique de chambre | Trois romances pour hautbois et piano                                |                               | op. +094,     | 1849                 |                                                                                  |           |
| Musique de chambre | Cinq Stücke im Volkston pour violoncelle et piano                    |                               | op. +102,     | 1849                 | 1. Mit Humor 2. Langsam 3. Nicht schnell 4. Nicht zu rasch 5. Stark und markiert |           |
| Musique de chambre | Sonate pour violon et piano no 1                                     | la mineur                     | op. +105,     | 1851                 |                                                                                  |           |
| Musique de chambre | Ballszenen, duos pour piano à quatre mains                           |                               | op. +109,     | 1853                 |                                                                                  | Partition |
| Musique de chambre | Trio pour piano et cordes no 3                                       | sol mineur                    | op. +110,     | 1851                 |                                                                                  |           |
| Musique de chambre | Märchenbilder pour alto et piano                                     |                               | op. +113,     | 1851                 |                                                                                  |           |
| Musique de chambre | Sonate pour violon et piano no 2                                     | ré mineur                     | op. +121,     | 1851                 |                                                                                  |           |
| Musique de chambre | Kinderball pour piano à quatre mains                                 |                               | op. +130,     | 1853                 |                                                                                  | Partition |
| Musique de chambre | Märchenerzählungen, pour clarinette, alto et piano                   |                               | op. +132,     | 1853                 |                                                                                  |           |
| Musique de chambre | Sonate pour violon et piano no 3                                     | la mineur                     | (sans)        | 1853                 |                                                                                  |           |

## Classification par numéro d’opus
Les opus 1-23 sont des compositions pour piano seul. Jusqu'en 1840, année de son mariage  avec Clara  Wieck, Schumann écrivit presque exclusivement pour cet instrument. Ensuite, il se lança dans la composition des œuvres vocales et orchestrales jusqu’à son internement en 1854  :
- Op.1  : Variations sur le nom « Abegg »  (1829-1830)
- Op.2 : Papillons (1829–1830)
- Op.3  : Six études d'après des Caprices de Paganini  (1832)
- Op.4:  Intermezzi (1832)
- Op.5:  Impromptus sur un thème de Clara Wieck (1833)
- Op.6:  Davidsbündlertänze (1837)
- Op.7 : Toccata (1829-1832)
- Op.8:  Allegro  (1831)
- Op.9:  Carnaval (1834–1835)
- Op.10:  Six études de concert sur les Caprices de Paganini (1833)
- Op.11:  Sonate no 1 (1835)
- Op.12: Fantasiestücke (1837)
- Op.13:  Études symphoniques (1834)
- Op.14 : Sonate pour piano no 3 (en) (1835-révisée en 1853)
- Op.15: Scènes d'enfants (1838)
- Op.16: Kreisleriana (1838)
- Op.17: Fantaisie en ut majeur (1836-1838)
- Op.18 :  Arabeske  (1838)
- Op.19 :  Blumenstück (en)   (1839)
- Op.20:  Grande Humoresque (1839)
- Op.21:  Novellettes (1838)
- Op.22 : Sonate no 2  en sol mineur (1833-1835)
- Op.23:  Nachtstücke (Pièces nocturnes) (1839)
- Op.24:  Liederkreis opus 24 (en), neuf lieder (1840)
- Op.25:  Myrthen, vingt-six lieder  (1840)
- Op.26:Carnaval de Vienne  pour piano (1839)
- Op.27: Lieder und Gesänge, cycle de cinq lieder , Volume I (1840)
- Op.28 : Drei Romanzen  (Trois romances) pour piano (1839)
- Op.29:  Gedichte, (Trois poèmes de Geibel) (1840)
- Op.30:  Gedichte, (Trois lieder sur des textes de Geibel) (1840)
- Op.31 : Trois lieder sur des textes de Chamisso (1840)
- Op.32 : Quatre Pièces: Scherzo, Gigue, Romance et Fughetta pour piano (1838–1839)
- Op.33 : Six lieder à quatre voix d'hommes (1840)
- Op.34 : Quatre duos pour soprano et ténor (1840)
- Op.35: Douze lieder sur des poèmes de Kerner (1840)
- Op.36: Six lieder sur des poèmes de Reinick (1840)
- Op.37 : Gedichte aus Liebesfrühling , douze lieder sur des poèmes de Rückert, les nos  2, 4, 11 sont de Clara Schumann (1841)
- Op.38 :Symphonie no 1 « Le Printemps », en si bémol majeur  (1841)
- Op.39:Liederkreis, 12 lieder sur des poèmes de  Eichendorff (1840)
- Op.40: Cinq lieder avec piano (1840)
- Op.41 :Trois quatuors à cordes (1842)
- Op.42 : Frauenliebe und Leben (L’amour et la vie d’une femme), huit lieder (1840)
- Op.43 : Trois chants à deux voix avec piano (1840)
- Op.44 : Quintette pour piano (1842)
- Op.45 : Trois romances et ballades (1840)
- Op.46 : Andante et Variations pour deux pianos  (voir aussi la référence  « WoO 10, 1 »)
- Op.47 : Quatuor avec piano (en) en mi bémol majeur (1842)
- Op.48 : Dichterliebe (Les amours du poète), 16 lieder sur des poèmes de Heinrich Heine (1840)
- Op.49 : Trois romances et ballades , Volume II (1840)
- Op.50 : Le Paradis et la Péri, oratorio (1843)
- Op.51 : Lieder und Gesänge (Cinq chants) (1842)
- Op.52 : Ouverture Scherzo et Finale pour orchestre (en) (1841)
- Op.53 : Trois romances et ballades   (1840)
- Op.54 : Concerto pour piano (1841–45)
- Op.55 : Cinq chants sur des textes de Burns pour chœur mixte (1846)
- Op.56 : Études pour piano à pédalier (1845)
- Op.57 : Belsazar, ballade sur un texte de Heinrich Heine  (1840)
- Op.58 : Quatre esquisses pour piano à pédalier (1845)
- Op.59 : Quatre chants pour chœur mixte (1846)
- Op.60: Six fugues sur le nom de Bach pour piano à pédalier ou orgue (1845)
- Op.61 : Symphonie no 2 (1845–46)
- Op.62 : Trois chants pour chœur d'hommes (1847)
- Op.63 : Trio pour piano et cordes no 1  (1847)
- Op.64 : Trois romances et ballades (1841–47)
- Op.65: Ritornellen, canons pour chœur d'hommes (1847)
- Op.66 : Bilder aus dem Osten pour piano à quatre mains (1848)
- Op.67 : Cinq romances et ballades pour chœur (1849)
- Op.68 : Album pour la jeunesse , 43 pièces pour piano  (1848)
- Op.69 : Six romances pour chœur de femme et piano (1849)
- Op.70 : Adagio et Allegro pour cor (ou violoncelle, ou violon) et piano (1849)
- Op.71 : Adventlied pour soli chœur et orchestre  (1848)
- Op.72 : Quatre fugues pour piano (1845)
- Op.73 : Trois Fantasiestücke (1849)
- Op.74 : Spanisches Liederspiel pour quatuor vocal et piano (1849)
- Op.75 : Cinq romances et ballades pour chœur (1849)
- Op.76 : Quatre marches pour piano (1849)
- Op.77 : Cinq chants avec accompagnement au piano (1841–50)
- Op.78 : Quatre duos pour soprano, ténor et piano  (1849)
- Op.79 : Album de chants pour la jeunesse ( 29 chants) (1849)
- Op.80 : Trio pour piano et cordes no 2 (1847-1849)
- Op.81 : Genoveva, opéra en quatre actes  (1848)
- Op.82 : Waldszenen , neuf pièces pour piano (1848-1849)
- Op.83 : Trois chants avec piano (1850)
- Op.84 : Beim Abschied zu singen , chant d'adieu, pour chœur et orchestre (1848)
- Op.85 : Douze duos pour piano à quatre mains (1849)
- Op.86: Konzertstücke pour quatre cors et orchestre  (1849)
- Op.87 : Der Handschuh, ballade pour chant et piano (poème de Schiller) (1850)
- Op.88 : Quatre Fantasiestücke, pour violon, violoncelle et piano (1842)
- Op.89 : Six chants avec piano (1850)
- Op.90 : Gedichte  und Requiem , sept chants avec piano (1850)
- Op.91 : Six Romances pour chœur de femmes (1849)
- Op.92 : Introduction et Allegro appassionato pour piano et orchestre (1849)
- Op.93 : Motet Verzweifle nicht , pour double chœur et orgue ad lib (1849-1852)
- Op.94 : Trois romances pour hautbois et piano (1849)
- Op.95 : Trois chants sur un texte hébraïque de Byron avec piano ou harpe (1849)
- Op.96 : Cinq chants avec piano (1850)
- Op.97 : Symphonie no  3, Rhénane (1850)
- Op.98a : Neuf chants tirés de Wilhelm Meister avec piano (1849)
- Op.98b: Requiem pour Mignon tiré de Wilhelm Meister  (1849)
- Op.99 :  Bunte Blätter (en) pour piano (1836–1849)
- Op.100 : Ouverture de La Fiancée de Messine  (1850-1851)
- Op.101 : Minnespiel pour quatre soliste et piano  (1849)
- Op.102: Cinq Stücke im Volkston pour violoncelle et piano (1849)
- Op.103 : Mädchenlieder, duos vocaux (1851)
- Op.104 : Sept lieder avec piano  (1851)
- Op.105 : Sonate pour violon et piano no 1 en la mineur (1851)
- Op.106 : Schön Hedwig, ballade déclamée avec accompagnement de piano (1849)
- Op.107 : Six chants avec piano  (1851–52)
- Op.108 : Nachtlied pour chœur et orchestre (1849)
- Op.109 : Ballszenen, duos pour piano à quatre mains  (1851)
- Op.110 : Trio pour piano et cordes no 3 en sol mineur   (1851)
- Op.111 : Trois Fantasiestücke opus 111  pour piano (1851)
- Op.112 : Der Rose Pilgerfahrt, pour soli chœur et orchestre , oratorio (1851)
- Op.113 : Märchenbilder pour piano et alto (1851)
- Op.114 : Trois chants pour chœur féminin (1853)
- Op.115 : Manfred, musique de scène sur un texte de Byron  (1848-1849)
- Op.116 : Der Königssohn, balade pour soli chœur et orchestre (1851)
- Op.117 : Quatre Husarenlieder (1851)
- Op.118 : Drei Sonaten für die Jugend (Trois sonates pour la jeunesse) (1853)
- Op.119 : Trois chants avec piano (1851)
- Op.120: Symphonie no  4 en ré mineur  (1841, remaniée en 1851)
- Op.121 : Sonate pour violon et piano no  2 en ré mineur (1851)
- Op.122 : Trois ballades à déclamer avec accompagnement de piano (1852-1853)
- Op.123 : Ouverture pour le festival Rheinweild avec ténor, chœur et orchestre  (1852-1853)
- Op.124 : Albumblätter (en) pour piano  (1853-1854)
- Op.125 : Cinq chants avec piano (1851)
- Op.126 : Sept pièces en forme de fugue pour le piano (1853)
- Op.127 : Cinq chants ou lieder avec piano (1850-1851)
- Op.128 : Jules César (ouverture) (en) (1851)
- Op.129 : Concerto pour violoncelle en la mineur (1850)
- Op.130 : Kinderball pour piano à quatre mains (1853)
- Op.131 : Fantaisie pour violon et orchestre en ut majeur   (1853)
- Op.132 :Märchenerzählungen, pour clarinette, alto et piano (1853)
- Op.133 : Gesänge der Frühe (Chants de l’aube) pour piano  (1853)
- Op.134 : Allegro de concert avec Introduction pour piano et orchestre  (1853)
- Op.135 : Gedichte der Königin Maria Stuart (Poèmes de la reine Marie Stuart) (1852)
- Op. posth.136  : Hermann et Dorothée, ouverture (1851)
- Op. posth.137  : Cinq chants de chasse pour chœur d'homme et quatre cors (1849)
- Op. posth.138  : Spanische Liebeslieder, pour solistes et quatre mains (1849)
- Op. posth.139  : Des Sängers Fluch pour soli chœur et orchestre (1852)
- Op. posth.140  : Vom Pagen und der Königstocher (1852)
- Op. posth.141  : Quatre chants pour double chœur (1849)
- Op. posth.142  : Quatre chants avec piano (1852)
- Op. posth.143  : Das Glück vom Edenhall pour soli chœur et orchestre (1853)
- Op. posth.144  : Neujahrslied pour chœur et orchestre (1849–50)
- Op. posth.145  : Cinq romances et ballades, Vol.III (1849–51)
- Op. posth.146  : Cinq romances et ballades, Vol. IV (1849)
- Op. posth.147  : Messe en ut mineur  (1852-1853)
- Op. posth.148  : Requiem pour chœur et orchestre (1852)

## Classification  des œuvres sans numéro d'opus

### Classification  WoO de Hofmann et Keil
Il s’agit de la liste comprenant 32 œuvres établie en 1982 par les musicologues allemands Kurt Hofmann et Sigmar Keil, (d’où l’abréviation H/K WoO),.
Il existe  une autre liste  de  «WoO», qui regroupe 8 œuvres  publiées ou préparées pour la publication par Schumann lui-même. Hofmann et Keil  les ont reprises et  intégrées dans leur nouvelle classification, attribuant des numéros différents à  7 d’entre elles.
Sans doute par commodité, l'abréviation «WoO» est plus utilisée que «H/K WoO». Dans la liste suivante, les numéros de la classification WoO de Schumann  sont in indiqués entre parenthèses :
- WoO 1 (ou 5) : Der deutsche Rhein (Chant patriotique) (1840)
- WoO 2 (ou 8) : Accompagnement pour piano de 6 sonates pour violon de J.S. Bach (BWV 1001-1006) (1852-53)
- WoO 3 : Scènes de Faust de Goethe (1844-1853)[b]
- WoO 4 : An Alexis pour piano en la bémol majeur (1832-33)
- WoO 5,1 : Scherzo (prévu mais non retenu pour l’op.14) (1835-36)
- WoO 5,2 : Presto passionato (final original (presto) de l'op.22) (1835)
- WoO 6 : Études symphoniques en forme de variation pour piano (posthume)[c]
- WoO 7 (ou 6) : Soldatenlied  (Le chant du soldat) (1844)
- WoO 8 : Albumblatt « Auf Wiedersehn » pour Niels Wilhelm Gade, pour voix et piano (1844)
- WoO 9 (ou 7) : Sommerruh  (Repos en été) pour 2 voix et piano (1849)
- WoO 10,1 : Andante et variations en si bémol majeur pour 2 pianos, 2 violoncelles et cor[d]
- WoO 10,2-4 : Drei Jugendlieder pour voix et piano (1827-28)
- WoO 11 : Deux ballades pour voix et piano (1840)
- WoO 12 : Canon pour voix d'hommes, sur un texte de Friedrich Rückert (1847)
- WoO 13-15 (ou  4) : Trois chants de liberté pour chœur d'hommes avec musique d'harmonie (1848)
- WoO 16 : Pièces additionnelles pour l’Album für die Jugend pour piano, op.68 (1848?)
- WoO 17 : Canon pour voix d'hommes (1847)
- WoO 18 : Hirtenknaben-Gesang (1846)
- WoO 19 : Der Fischer/Jugendlied  (1827-28)
- WoO 20 : 8 Polonaises pour deux piano (1828)
- WoO 21 : 6 Jugendlieder pour voix et piano (1827-28)
- WoO 22 (ou 2) : F-A-E  Sonate pour violon et piano (1853)[e]
- WoO 23 (ou 1) : Concerto pour violon et orchestre en ré mineur (1853)
- WoO 24 : Variations en mi bémol sur le thème original «Geistervariationen» (1854)
- WoO 25 : Accompagnements pour piano des Caprices pour violon de Paganini (1853-55)
- WoO 26,1 : Ein Gedanke pour voix et piano (1850)
- WoO 26,2 : Frühlingsgrüße pour voix et piano (1851)
- WoO 26,3 : Liedchen von Marie und Papa pour deux voix (1852)
- WoO 26,4 : Bei Schenkung eines Flügels Die Orange und Myrthe hier pour 4 voix et piano (1853)
- WoO 27 (ou 2) : Sonate pour violon no  3 en la mineur (1853)
- WoO 28 : Supplément aux Fantasiestücke opus 12 pour piano (1837)
- WoO 29 : Symphonie en sol mineur "Zwickau" (1832)
- WoO 30 : Pièces additionnelles pour l’Album für die Jugend pour piano, op.68 (1848)
- WoO 31 : Etudes en forme de variation sur un thème de Beethoven[f] (1833-35).
- WoO 32 : Quatuor pour piano en do mineur (1829).

### Classification WoO de Schumann
Ainsi que cela a été mentionné précédemment, Schumann avait établi une liste « WoO » regroupant 8  œuvres , déjà publiées ou préparées pour la publication, reprises par Hofmann et Keil, qui  ont attribué des numéro différents  à 7  d’entre elles, sauf la 3 (ceux-ci sont in indiqués entre parenthèses) :
- WoO 1 (ou WoO 23) : Concerto pour violon et orchestre en ré mineur (1853)
- WoO 2 (ou 22) : Sonate pour violon no  3 en la mineur (1853)
- WoO 3 : Scènes de Faust de Goethe (1844-1853)[g]
- WoO 4 (ou 13-15) : Trois chants de liberté pour chœur d'hommes avec musique d'harmonie (1848)
- WoO 5 (ou 1) : Der deutsche Rhein (Chant patriotique) (1840)
- WoO 6 (ou 7) : Soldatenlied  (Le chant du soldat) (1844)
- WoO 7 (ou 9) : Sommerruh  (Repos en été) pour 2 voix et piano (1849)
- WoO 8 (ou 2) : Accompagnement pour piano de 6 sonates pour violon de J.S. Bach (BWV 1001-1006) (1852-53)